# Ankijabe septentrionalis
Ankijabe septentrionalis är en fjärilsart som beskrevs av Pierre E.L. Viette 1980. Ankijabe septentrionalis ingår i släktet Ankijabe och familjen snigelspinnare. Inga underarter finns listade i Catalogue of Life.